# Вольное (Правдинский район)
Вольное — поселок в Правдинском районе Калининградской области.

## География
Находится в южной части Калининградской области на расстоянии приблизительно 24 км на восток-юго-восток по прямой от административного центра района города Правдинск.

## История
Населенный пункт назывался ранее Волла до 1938 года, Эбенау до 1947 года. В составе Правдинского района с 2006 по 2015 год входил в Железнодорожное городское поселение.

## Население
Численность населения: 193 человека (1910), 236 (1939), 21 (русские 67 %, белорусы 28 %) в 2002 году, 20 в 2010.